# Tyran de Baird
Myiodynastes bairdii
Espèce
Statut de conservation UICN

 LC  : Préoccupation mineure
Le Tyran de Baird (Myiodynastes bairdii) est une espèce de passereau de la famille des Tyrannidae,.

## Distribution
Cet oiseau vit dans les régions arides, du sud-ouest de l'Équateur au nord-ouest du Pérou (département de Lima),,.